# آرثر أ. ويل
آرثر أ. ويل هو سياسي أمريكي، ولد في 22 مايو 1871 في لويفيل في الولايات المتحدة، وتوفي في 8 أكتوبر 1940 في بيوي في الولايات المتحدة.